# 1988년 미국 대통령 선거
1988년 미국 대통령 선거(The United States presidential election of 1988)는 1988년 11월 8일에 실시된 미국의 대통령 및 부통령을 선출하기 위한 선거였다. 공화당 소속이었던 당시 대통령은 출마할 수 없었다. 공화당에서는 당시 부통령이었던 조지 허버트 워커 부시가 후보로 지명되었고, 민주당에서는 마이클 두카키스가 후보로 지명되었다.
선거인단을 선출한 결과 부시는 426석, 두카키스는 112석을 확보했다. 그러나 민주당의 웨스트버지니아주의 한 선거인은 선거인단 투표에서 대통령으로 민주당 부통령 후보의 이름을, 부통령으로 민주당 대통령 후보 두카키스로 바꾸어 투표(신의 없는 선거인)해 두카키스의 선거인단 득표는 111표가 됐다.

## 출마 후보

### 공화당

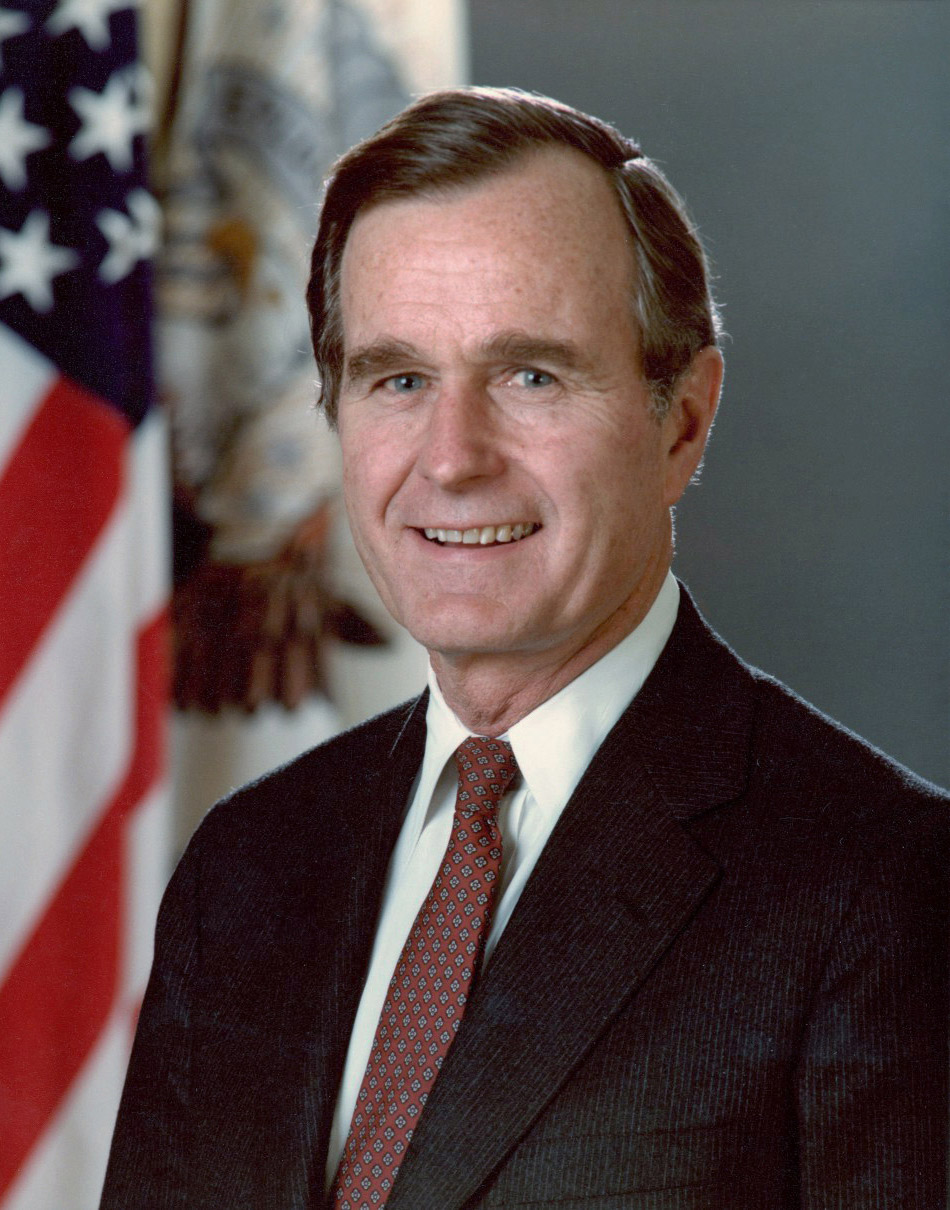
텍사스주의 부통령 조지 부시
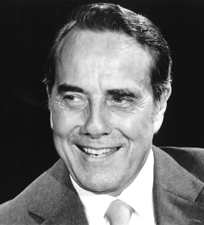
캔자스주의 연방 상원의원 밥 돌
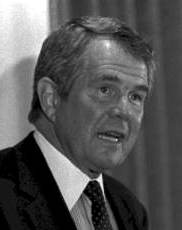
버지니아주의 텔레비전 전도사 펫 로버트슨
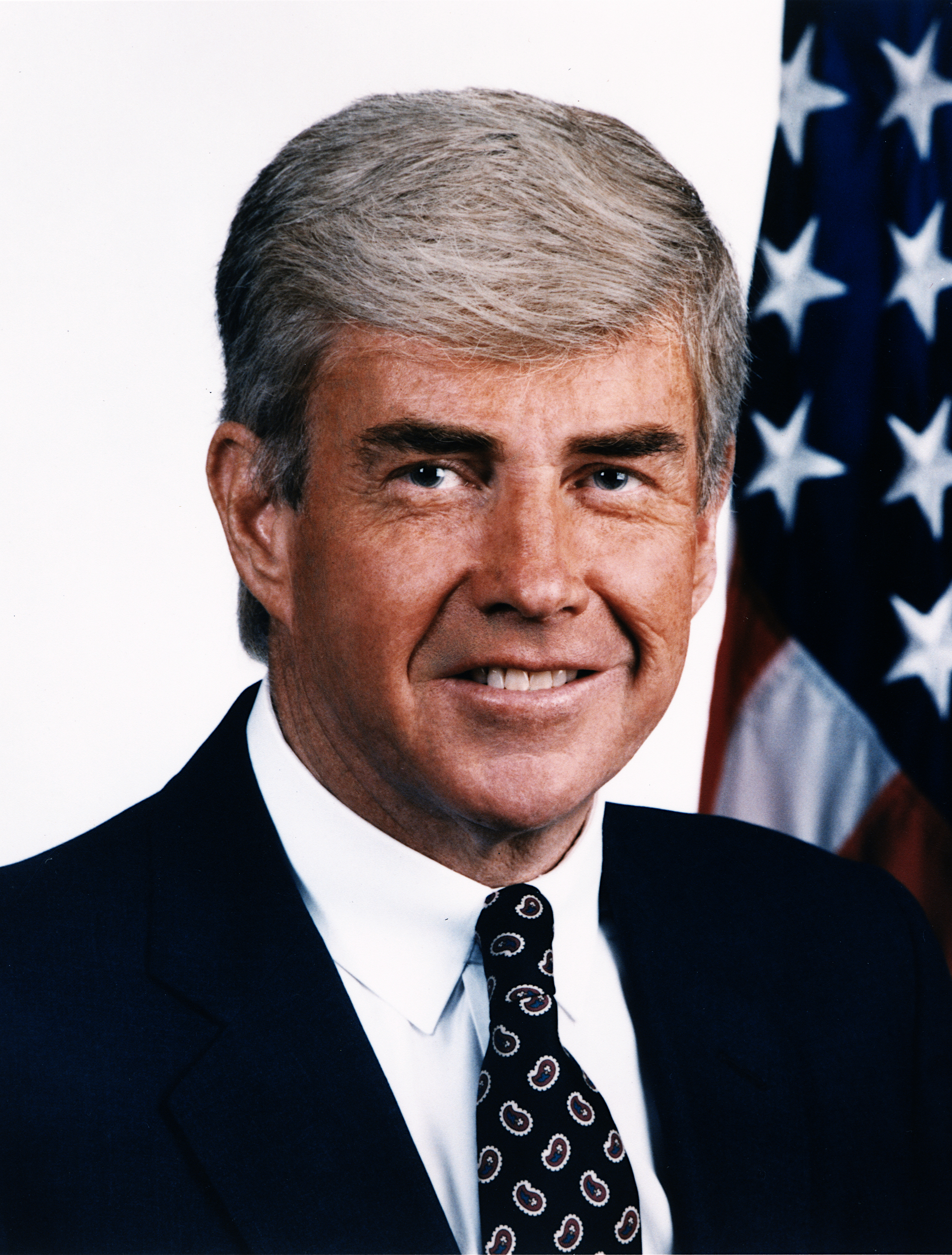
뉴욕주의 연방 하원의원 잭 캠프
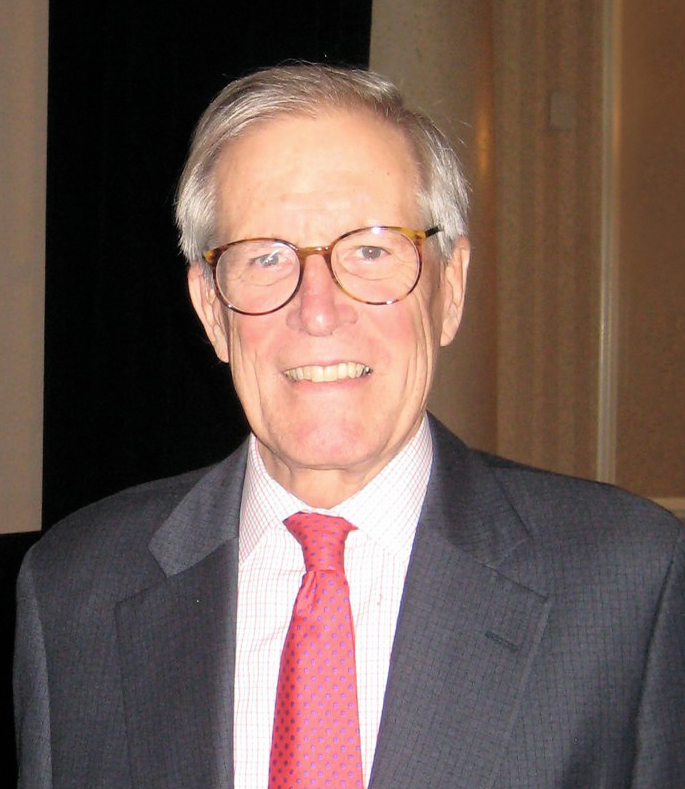
델라웨어주의 전 주지사 피에르 듀퐁
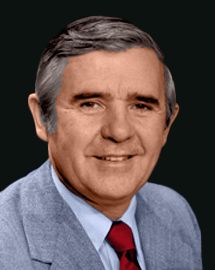
네바다주의 전 연방 상원의원 폴 렉설트
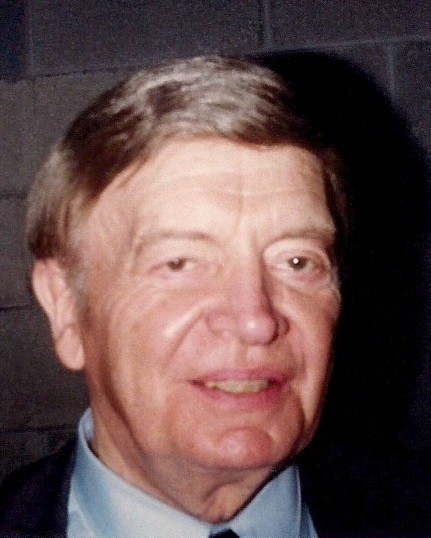
미네소타주의 전 주지사 해럴드 스테슨

#### 전당대회
| 이름            | 득표      | 비고      |
| --------------- | --------- | --------- |
| 조지 H. W. 부시 | 단독 출마 | 후보 지명 |

### 민주당

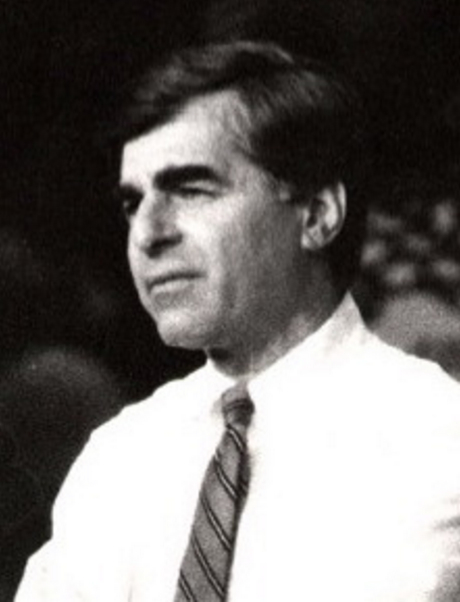
매사추세츠주의 주지사 마이클 두카키스
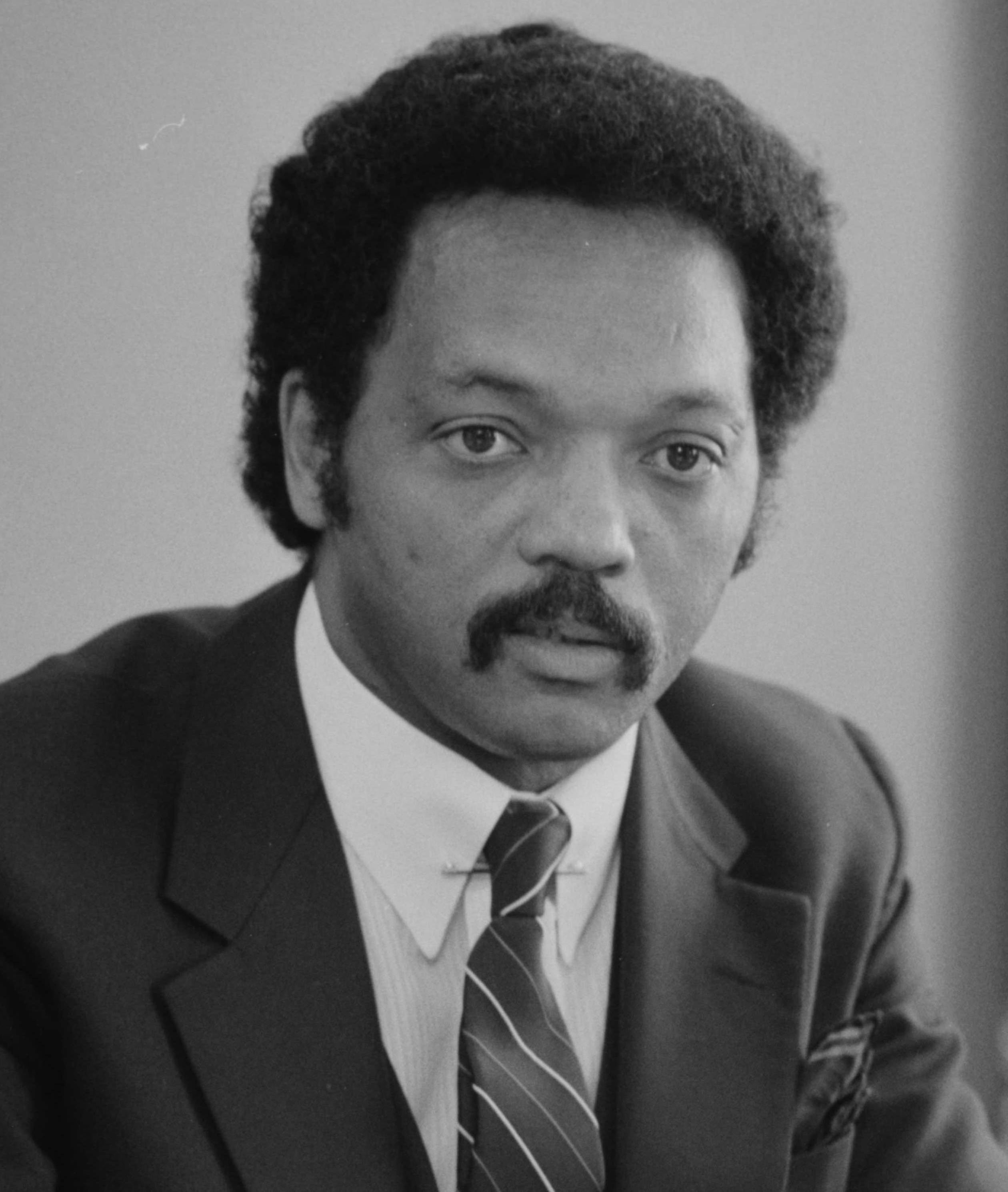
사우스캐롤라이나주의 목사 제시 잭슨
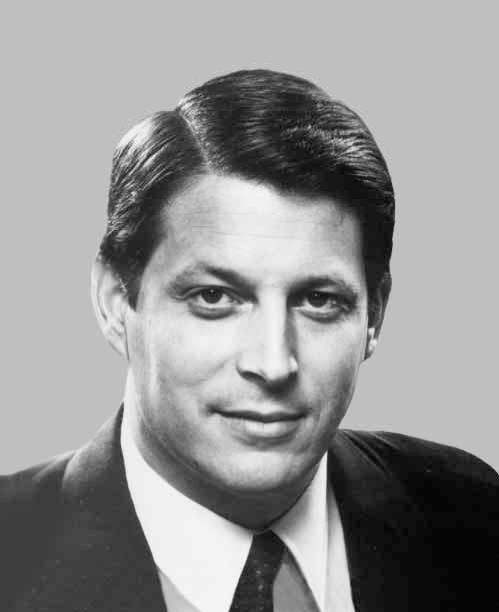
테네시주의 연방 상원의원 앨 고어
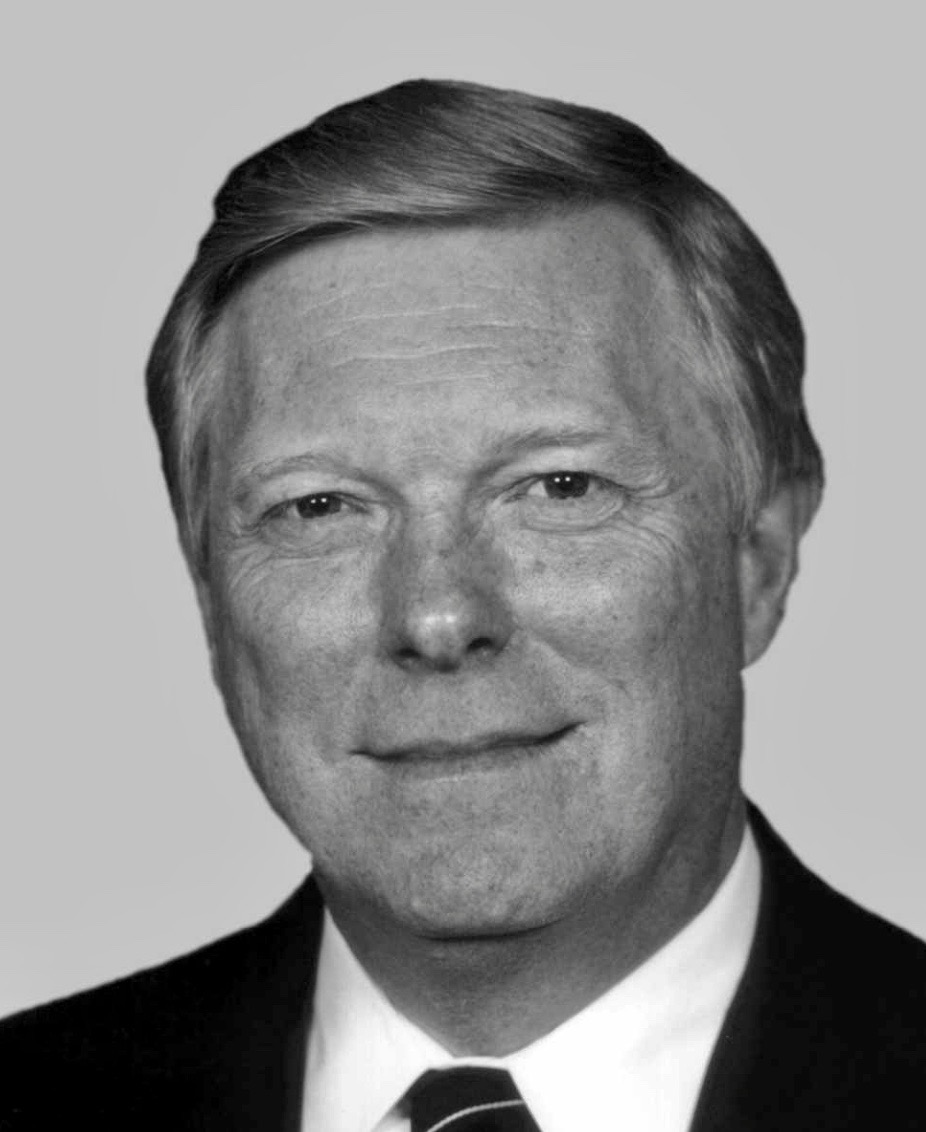
미주리주의 연방 하원의원 딕 게파트
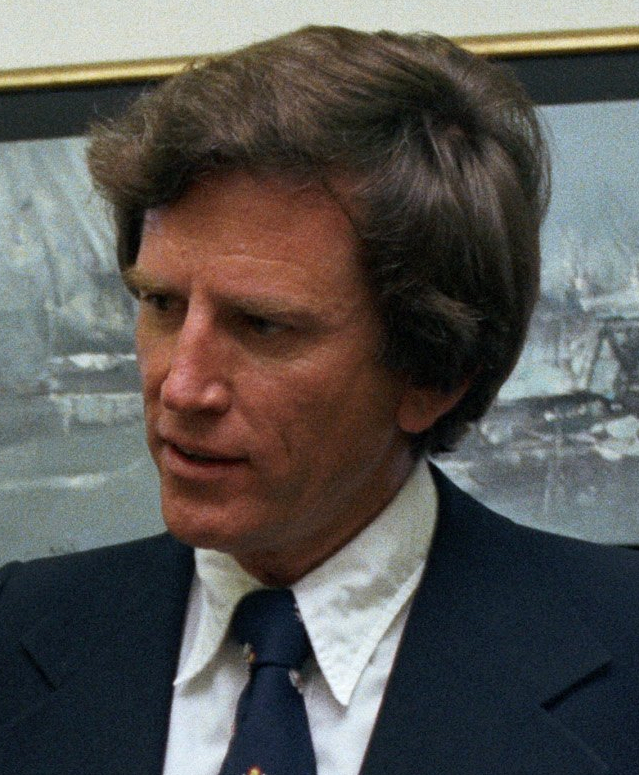
콜로라도주의 전 연방 상원의원 게리 하트
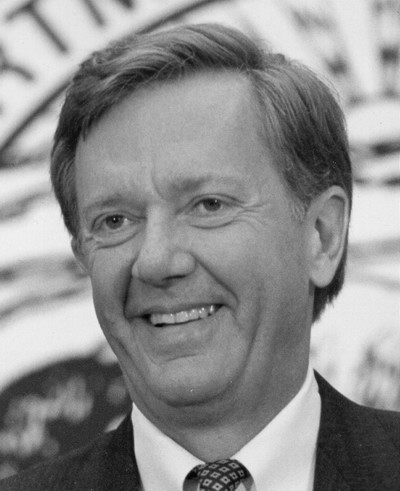
애리조나주의 전 주지사 브루스 바비트
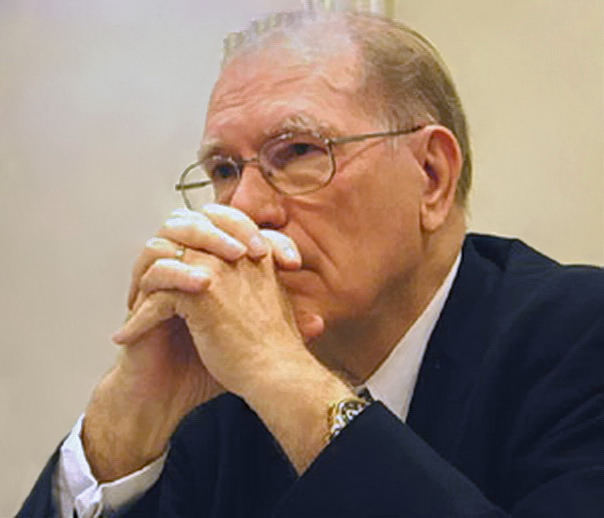
버지니아주의 사회운동가 린든 라로슈
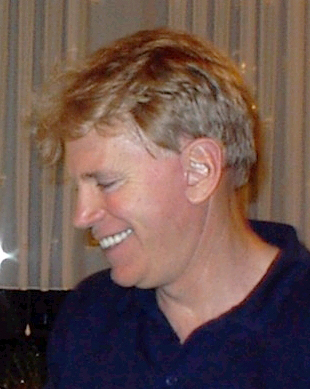
루이지애나주의 사회운동가 데이비드 듀크
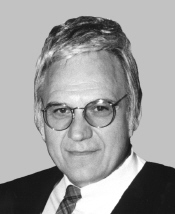
오하이오주의 연방 하원의원 짐 트레피칸트
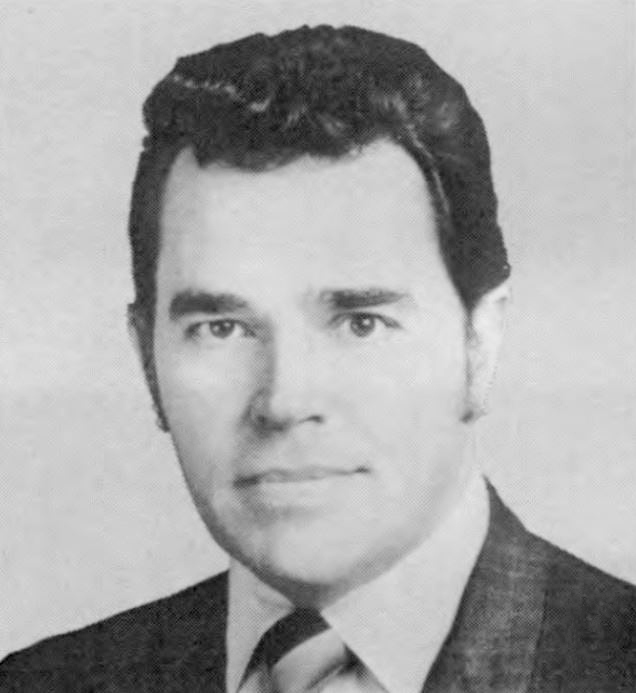
오하이오주의 연방 하원의원 더글라스 애플게이트
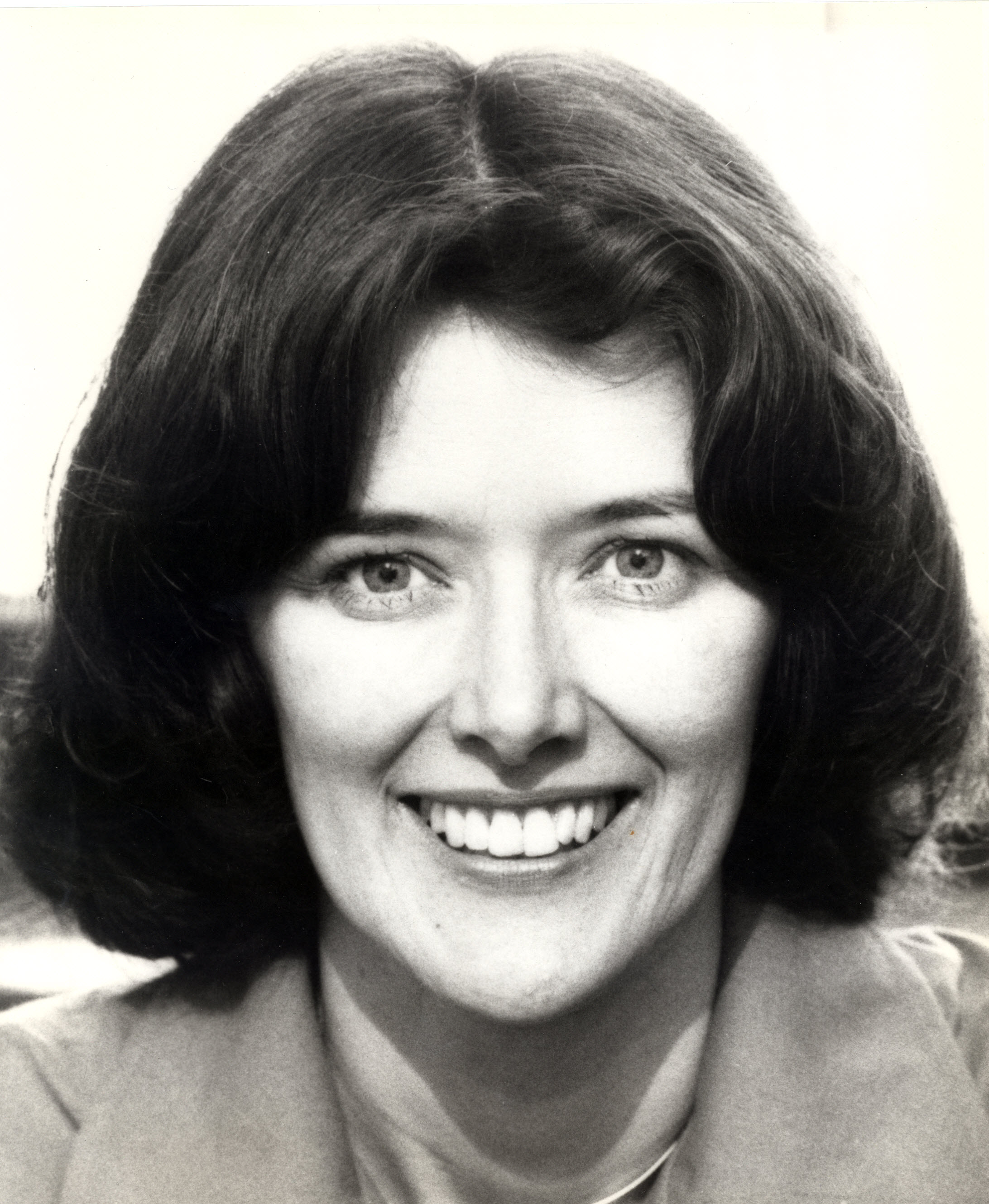
콜로라도주의 연방 하원의원 팻 슈뢰더
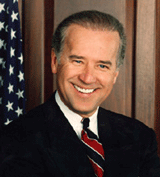
델라웨어주의 연방 상원의원 조 바이든

#### 전당대회
| 이름               | 득표     | 비고      |
| ------------------ | -------- | --------- |
| 마이클 두카키스    | 2,876.25 | 후보 지명 |
| 제시 잭슨          | 1,218.5  |           |
| 리처드 H. 스털링스 | 3        |           |
| 조 바이든          | 2        |           |
| 딕 게파트          | 2        |           |
| 로이드 벤슨        | 1        |           |
| 게리 하트          | 1        |           |

## 같이 보기
- 1988년 미국 상원의원 선거